# Arch Enemy/Diskografie
Diese Diskografie ist eine Übersicht über die musikalischen Werke der schwedischen Melodic-Death-Metal-Band Arch Enemy.

## Alben

### Studioalben
| Jahr | Titel Musiklabel                         | Höchstplatzierung, Gesamtwochen, AuszeichnungChartplatzierungen (Jahr, Titel, Musiklabel, Platzierungen, Wochen, Auszeichnungen, Anmerkungen) | Höchstplatzierung, Gesamtwochen, AuszeichnungChartplatzierungen (Jahr, Titel, Musiklabel, Platzierungen, Wochen, Auszeichnungen, Anmerkungen) | Höchstplatzierung, Gesamtwochen, AuszeichnungChartplatzierungen (Jahr, Titel, Musiklabel, Platzierungen, Wochen, Auszeichnungen, Anmerkungen) | Höchstplatzierung, Gesamtwochen, AuszeichnungChartplatzierungen (Jahr, Titel, Musiklabel, Platzierungen, Wochen, Auszeichnungen, Anmerkungen) | Höchstplatzierung, Gesamtwochen, AuszeichnungChartplatzierungen (Jahr, Titel, Musiklabel, Platzierungen, Wochen, Auszeichnungen, Anmerkungen) | Höchstplatzierung, Gesamtwochen, AuszeichnungChartplatzierungen (Jahr, Titel, Musiklabel, Platzierungen, Wochen, Auszeichnungen, Anmerkungen) | Anmerkungen                                                                                               |
| Jahr | Titel Musiklabel                         | DE | AT | CH | UK | US | SE | Anmerkungen                                                                                               |
| ---- | ---------------------------------------- | --- | --- | --- | --- | --- | --- | --- |
| 1996 | Black Earth Wrong Again Records          | — | — | — | — | — | — | Erstveröffentlichung: 2. Oktober 1996 Produzent: Michael Amott                                            |
| 1998 | Stigmata Century Media                   | — | — | — | — | — | — | Erstveröffentlichung: 21. März 1998 Produzent: Fredrik Nordström                                          |
| 1999 | Burning Bridges Century Media            | — | — | — | — | — | — | Erstveröffentlichung: 21. Mai 1999 Produzenten: Fredrik Nordström, Michael Amott                          |
| 2001 | Wages of Sin Century Media               | — | — | — | — | — | — | Erstveröffentlichung: 25. April 2001 Produzenten: Fredrik Nordström, Michael Amott                        |
| 2003 | Anthems of Rebellion Century Media       | DE69 (1 Wo.)DE | — | — | — | — | SE60 (1 Wo.)SE | Erstveröffentlichung: 23. August 2003 Produzent: Andy Sneap                                               |
| 2005 | Doomsday Machine Century Media           | DE34 (4 Wo.)DE | AT74 (2 Wo.)AT | — | UK81 (1 Wo.)UK | US87 (2 Wo.)US | SE23 (4 Wo.)SE | Erstveröffentlichung: 26. Juli 2005 Produzent: Rickard Bengtsson                                          |
| 2007 | Rise of the Tyrant Century Media         | DE28 (3 Wo.)DE | AT50 (1 Wo.)AT | CH65 (1 Wo.)CH | — | US84 (2 Wo.)US | SE20 (1 Wo.)SE | Erstveröffentlichung: 24. September 2007 Produzenten: Fredrik Nordström, Michael Amott, Daniel Erlandsson |
| 2011 | Khaos Legions Century Media              | DE15 (3 Wo.)DE | AT37 (1 Wo.)AT | CH41 (2 Wo.)CH | — | US78 (1 Wo.)US | SE25 (4 Wo.)SE | Erstveröffentlichung: 30. Mai 2011 Produzent: Rickard Bengtsson                                           |
| 2014 | War Eternal Century Media                | DE9 (5 Wo.)DE | AT13 (4 Wo.)AT | CH16 (4 Wo.)CH | UK85 (1 Wo.)UK | US44 (2 Wo.)US | SE40 (2 Wo.)SE | Erstveröffentlichung: 4. Juni 2014 Produzenten: Michael Amott, Staffan Karlsson                           |
| 2017 | Will to Power Century Media (Sony Music) | DE3 (4 Wo.)DE | AT6 (3 Wo.)AT | CH5 (5 Wo.)CH | UK37 (1 Wo.)UK | US90 (1 Wo.)US | SE11 (1 Wo.)SE | Erstveröffentlichung: 8. September 2017 Produzenten: Michael Amott, Staffan Karlsson, Daniel Erlandsson   |
| 2022 | Deceivers Century Media (Sony Music)     | DE2 (7 Wo.)DE | AT2 (3 Wo.)AT | CH1 (8 Wo.)CH | UK80 (1 Wo.)UK | — | SE9 (2 Wo.)SE | Erstveröffentlichung: 12. August 2022 Produzent: Jacob Hansen                                             |
| 2025 | Blood Dynasty Century Media (Sony Music) | DE3 (3 Wo.)DE | AT1 (2 Wo.)AT | CH5 (3 Wo.)CH | — | — | SE6 (… Wo.)SE | Erstveröffentlichung: 28. März 2025                                                                       |

### Livealben
| Jahr | Titel Musiklabel                  | Höchstplatzierung, Gesamtwochen, AuszeichnungChartplatzierungen (Jahr, Titel, Musiklabel, Platzierungen, Wochen, Auszeichnungen, Anmerkungen) | Höchstplatzierung, Gesamtwochen, AuszeichnungChartplatzierungen (Jahr, Titel, Musiklabel, Platzierungen, Wochen, Auszeichnungen, Anmerkungen) | Höchstplatzierung, Gesamtwochen, AuszeichnungChartplatzierungen (Jahr, Titel, Musiklabel, Platzierungen, Wochen, Auszeichnungen, Anmerkungen) | Höchstplatzierung, Gesamtwochen, AuszeichnungChartplatzierungen (Jahr, Titel, Musiklabel, Platzierungen, Wochen, Auszeichnungen, Anmerkungen) | Höchstplatzierung, Gesamtwochen, AuszeichnungChartplatzierungen (Jahr, Titel, Musiklabel, Platzierungen, Wochen, Auszeichnungen, Anmerkungen) | Höchstplatzierung, Gesamtwochen, AuszeichnungChartplatzierungen (Jahr, Titel, Musiklabel, Platzierungen, Wochen, Auszeichnungen, Anmerkungen) | Anmerkungen                         |
| Jahr | Titel Musiklabel                  | DE | AT | CH | UK | US | SE | Anmerkungen                         |
| ---- | --------------------------------- | --- | --- | --- | --- | --- | --- | ----------------------------------- |
| 2017 | As the Stages Burn! Century Media | DE9 (2 Wo.)DE | AT36 (1 Wo.)AT | CH45 (1 Wo.)CH | — | — | — | Erstveröffentlichung: 31. März 2017 |

Weitere Livealben
- 2000: Burning Japan Live 1999 (Century Media)
- 2008: Tyrants of the Rising Sun: Live in Japan (Century Media)
- 2012: Astro Khaos 2012: Official Live Bootleg (Century Media)

### Kompilationen
| Jahr | Titel Musiklabel                   | Höchstplatzierung, Gesamtwochen, AuszeichnungChartplatzierungen (Jahr, Titel, Musiklabel, Platzierungen, Wochen, Auszeichnungen, Anmerkungen) | Höchstplatzierung, Gesamtwochen, AuszeichnungChartplatzierungen (Jahr, Titel, Musiklabel, Platzierungen, Wochen, Auszeichnungen, Anmerkungen) | Höchstplatzierung, Gesamtwochen, AuszeichnungChartplatzierungen (Jahr, Titel, Musiklabel, Platzierungen, Wochen, Auszeichnungen, Anmerkungen) | Höchstplatzierung, Gesamtwochen, AuszeichnungChartplatzierungen (Jahr, Titel, Musiklabel, Platzierungen, Wochen, Auszeichnungen, Anmerkungen) | Höchstplatzierung, Gesamtwochen, AuszeichnungChartplatzierungen (Jahr, Titel, Musiklabel, Platzierungen, Wochen, Auszeichnungen, Anmerkungen) | Höchstplatzierung, Gesamtwochen, AuszeichnungChartplatzierungen (Jahr, Titel, Musiklabel, Platzierungen, Wochen, Auszeichnungen, Anmerkungen) | Anmerkungen                                                          |
| Jahr | Titel Musiklabel                   | DE | AT | CH | UK | US | SE | Anmerkungen                                                          |
| ---- | ---------------------------------- | --- | --- | --- | --- | --- | --- | -------------------------------------------------------------------- |
| 2009 | The Root of All Evil Century Media | DE84 (1 Wo.)DE | — | — | — | — | — | Erstveröffentlichung: 25. September 2009 Neuaufnahmen älterer Lieder |
| 2018 | 1996–2017 Century Media            | DE32 (1 Wo.)DE | — | — | — | — | — | Erstveröffentlichung: 9. März 2018                                   |
| 2019 | Covered in Blood Century Media     | DE12 (2 Wo.)DE | AT30 (1 Wo.)AT | CH15 (2 Wo.)CH | — | — | — | Erstveröffentlichung: 18. Januar 2019 Coveralbum                     |

### EPs
- 2002: Burning Angel (Century Media)
- 2004: Dead Eyes See No Future (Century Media)
- 2007: Revolution Begins (Century Media)
- 2017: Råpunk (Century Media)

### Splits
- 2014: Breaking the Law / Iron Destiny (mit Kreator)

## Singles
- 1996: Bury Me an Angel
- 1999: The Immortal
- 2001: Ravenous
- 2001: Burning Angel
- 2003: We Will Rise
- 2004: Dead Eyes See No Future
- 2005: Nemesis
- 2005: My Apocalypse
- 2005: Taking Back My Soul
- 2007: Blood on Your Hands
- 2007: Revolution Begins
- 2008: I Will Live Again
- 2009: The Beast of Man
- 2009: Dark Insanity
- 2011: Yesterday Is Dead and Gone
- 2011: Bloodstained Cross
- 2012: Under Black Flags We March
- 2012: Cruelty Without Beauty
- 2014: War Eternal
- 2014: As the Pages Burn
- 2014: You Will Know My Name
- 2014: No More Regrets
- 2015: Stolen Life
- 2015: Avalanche
- 2017: The World Is Yours
- 2017: The Eagle Flies Alone
- 2018: Reason to Believe
- 2021: Deceiver, Deceiver
- 2021: House of Mirrors
- 2024: Dream Stealer
- 2024: Liars & Thieves
- 2024: Blood Dynasty
- 2025: Paper Tiger
- 2025: A Million Suns

## Videoalben und Musikvideos

### Videoalben
- 2006: Live Apocalypse (Century Media)
- 2008: Tyrants of the Rising Sun – Live in Japan 2008 (Century Media)
- 2016: War Eternal Tour: Tokyo Sacrifice (Century Media)
- 2017: As the Stages Burn! (Century Media)

### Musikvideos
- 1996: Bury Me an Angel
- 1999: The Immortal
- 2001: Ravenous
- 2003: We Will Rise
- 2004: Dead Eyes See No Future
- 2005: Nemesis
- 2005: My Apocalypse
- 2007: Revolution Begins
- 2007: I Will Live Again
- 2009: Beast of Man
- 2009: Dark Insanity
- 2011: Yesterday Is Dead and Gone
- 2011: Bloodstained Cross
- 2012: Under Black Flags We March
- 2012: Cruelty Without Beauty
- 2014: War Eternal
- 2014: You Will Know My Name
- 2014: No More Regrets
- 2015: Stolen Life
- 2017: Time Is Back
- 2017: The World Is Yours
- 2017: The Eagle Flies Alone
- 2017: The Race
- 2018: Reason to Believe
- 2021: Deceiver, Deceiver
- 2021: House of Mirrors
- 2022: Handshake Whith Hell
- 2022: In the Eye of the Storm
- 2022: The Watcher

## Statistik

### Chartauswertung
|                     | DE     | AT    | CH    | UK    | US    | SE    |
| ------------------- | ------ | ----- | ----- | ----- | ----- | ----- |
| Nummer-eins-Alben   | DE—DE  | AT1AT | CH1CH | UK—UK | US—US | SE—SE |
| Top-10-Alben        | DE5DE  | AT3AT | CH3CH | UK—UK | US—US | SE2SE |
| Alben in den Charts | DE12DE | AT9AT | CH8CH | UK4UK | US5US | SE8SE |